# Kunka
Kunka (ukr. Кунка) – wieś na Ukrainie, w obwodzie winnickim, w rejonie hajsyńskim, na wschodnim Podolu.
W czasach I Rzeczypospolitej wieś leżała w województwie bracławskim w prowincji małopolskiej Korony Królestwa Polskiego. W 1789 była prywatną wsią należącą do Bogdana Mikołaja Ostrowskiego. Odpadła od Polski w wyniku II rozbioru. Pod zaborami należała do Drzewieckich i Rzepeckich.
W 1844 w Kunce urodził się Stefan Drzewiecki – polski inżynier, wynalazca, pionier żeglugi podwodnej i lotnictwa.